# Бернд, Христиан Самуэль Теодор
Христиан Самуэль Теодор Бернд (нем. Christian Samuel Theodor Bernd; 12 апреля 1775, Мезерице провинция Бранденбург (ныне Мендзыжеч, Польша) — 26 августа 1854, Бонн) — немецкий лингвист, сфрагист, геральдик, прозаик.

## Биография
С 1794 года изучал богословие в Йене, но с 1796 года из-за финансовых проблем оставил учёбу и стал частным репетитором. В 1804 году его учитель Иоахим Генрих Кампе пригласил Бернда в Брауншвейг для работы над «Словарём немецкого языка» («Wörterbuch der deutschen Sprache»). Однако вскоре работа над ним легла на одного Бернда, который завершил её с 1807 по 1811 год.
В 1811 году получил должность в библиотеке в Бреслау, в мае 1813 года стал преподавателем в средней школе в Калише, в октябре 1815 года — в королевской школе в Познани.
С осени 1818 года он служил библиотекарем-секретарём в Рейнском Боннском университете Фридриха Вильгельма, где одновременно с декабря 1822 года был доцентом, читал лекции по дипломатике, сфрагистике и геральдике.
Занимался исследованиями по геральдике. Внёс большой вклад в развитие современной научной геральдики.

## Избранные труды
Лингвистика:
- Немецкий язык в Великом Герцогстве Познани (Бонн, 1820)
- Взаимоотношения немецкого и славянского языков (Бонн, 1822)
- Двойные глаголы немецкого языка (Аахен, 1837)

Геральдика:
- Общие письменные знания науки о гербе (Лейпциг 1830-41, 4 тома)
- Книга гербов провинции Прусский Рейн с описанием гербов (Бонн 1835, 2 тома; приложение 1842)
  - Том 1: Гербы зарегистрированного дворянства. 1835
  - Том 2: гербы незарегистрированного дворянства. 1835
- Описание гербов, добавленных в гербовник провинции Прусский Рейн, вместе с цветной диаграммой. 1835
- Основные произведения геральдической науки (Бонн 1841-49, 2 тт.), Избранные работы; 2 тома
- Три немецких цвета и немецкий герб (1848 г.)
- Справочник по гербовой науке (Лейпциг, 1856)